# Lobellina
Genre
Lobellina est un genre de collemboles de la famille des Neanuridae.

## Liste des espèces
Selon Checklist of the Collembola of the World (version du 8 octobre 2019) :
- Lobellina cavicola (Yosii, 1956)
- Lobellina chosonica Deharveng & Weiner, 1984
- Lobellina decipiens (Yosii, 1965)
- Lobellina fusa Jiang, Wang & Xia, 2018
- Lobellina gedehensis (Yosii, 1976)
- Lobellina hunanensis Wang, Wang & Jiang, 2016
- Lobellina ionescui (Massoud & Gruia, 1973)
- Lobellina ipohensis (Yosii, 1976)
- Lobellina kitazawai (Yosii, 1969)
- Lobellina minuta (Lee, 1980)
- Lobellina mizunasiana (Yosii, 1956)
- Lobellina montana Deharveng & Weiner, 1984
- Lobellina musangensis (Yosii, 1976)
- Lobellina nanjingensis Ma & Chen, 2008
- Lobellina paraminuta Deharveng & Weiner, 1984
- Lobellina perfusionides (Stach, 1965)
- Lobellina pomorskii Smolis, 2017
- Lobellina proxima Deharveng & Weiner, 1984
- Lobellina roseola (Yosii, 1954)
- Lobellina setapauca (Gapud, 1970)
- Lobellina stachi (Yosii, 1951)
- Lobellina weinerae Smolis, 2017

## Publication originale
- Yosii, 1956 : Monographie zur Hohlencollembolen Japans. Contributions from the Biological Laboratory, Kyoto University, no 3, p. 1-109.